# Hydropsyche protis
Hydropsyche protis is een schietmot uit de familie Hydropsychidae. De soort komt voor in het Nearctisch gebied.